# Deménfalva
Deménfalva (románul: Dămienești) falu Romániában, Moldvában, Bákó megyében. Községközpont, közigazgatásilag három másik falu tartozik még hozzá: Călugăreni, Drăgeşti és Pădureni.

## Fekvése
Bákó megye északkeleti részén, Bákótól légvonalban 20 km-re északkeletre fekvő település.

## Népesség
A 2002-es népszámlálás adatai szerint 1911 lakosa volt a településnek.

## Külső hivatkozások
- Deménfalva község honlapja (románul)